# Documenti di papa Giovanni XXIII

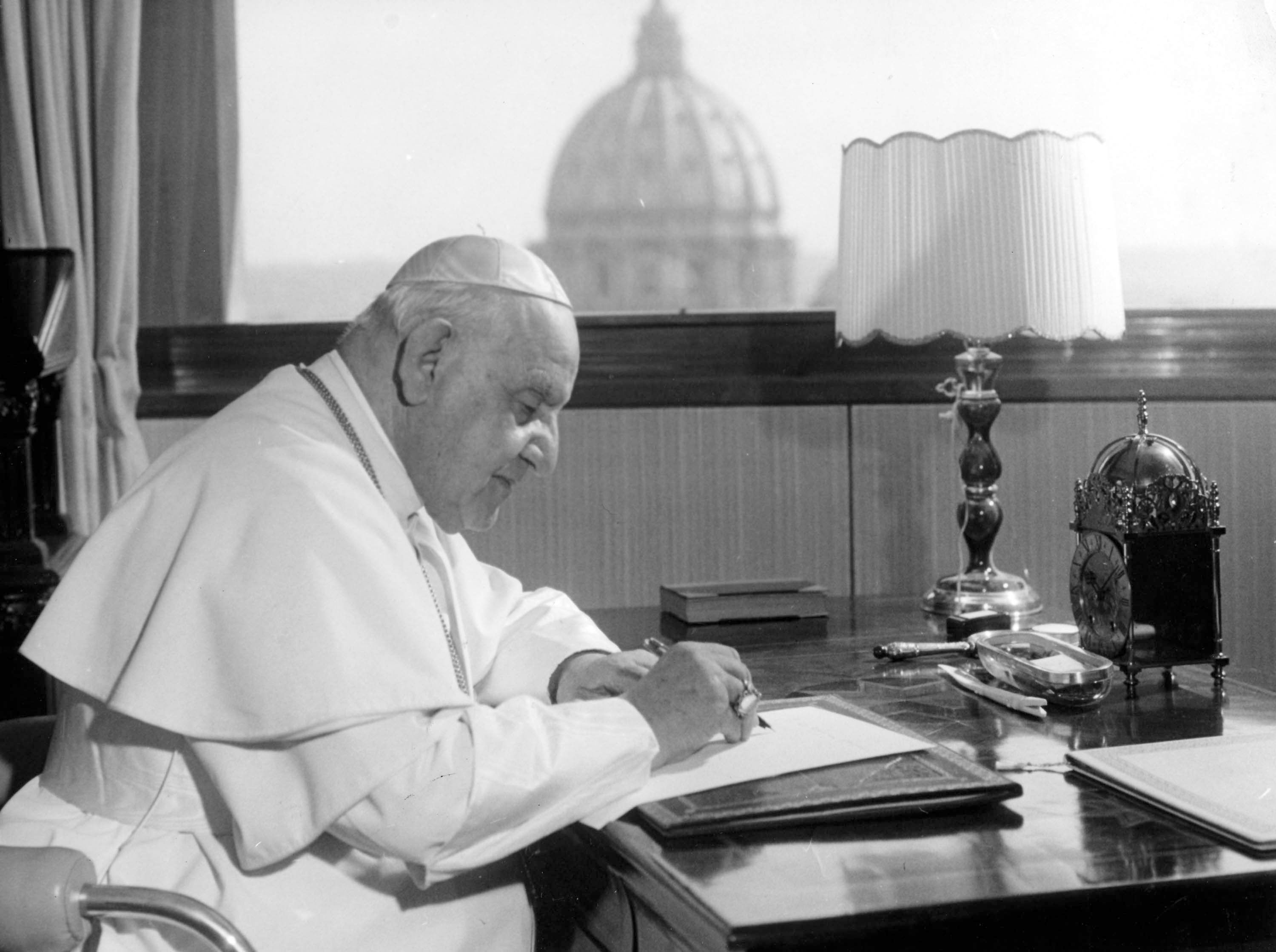
Papa Giovanni XXIII

Il seguente elenco è una raccolta di documenti di papa Giovanni XXIII.

## Encicliche
- Ad Petri Cathedram (29 giugno 1959)
- Sacerdotii Nostri Primordia (1º agosto 1959)
- Grata Recordatio (26 settembre 1959)
- Princeps Pastorum (28 novembre 1959)
- Mater et Magistra (15 maggio 1961)
- Aeterna Dei Sapientia (11 novembre 1961)
- Paenitentiam Agere (1º luglio 1962)
- Pacem in Terris (11 aprile 1963)

## Motu proprio
- Divini Pastoris Ecclesiasticis (12 novembre 1958)
- Boni Pastoris (22 febbraio 1959)
- Cum inde (17 maggio 1959)
- De Pontificio Consilio Ecclesiasticis Italiae Tabularis curandis (29 febbraio 1960)
- Rubricarum Instructum (25 luglio 1960)
- Ad Suburbicarias Dioeceses (10 marzo 1961)
- Consilium (2 febbraio 1962)
- Suburbicariis sedibus (11 aprile 1962)
- Cum gravissima (15 aprile 1962)
- Appropinquante Concilio (6 agosto 1962)
- Summi Pontificis electio (5 settembre 1962)
- Templorum Decus (11 settembre 1962)
- Fidei propagandae (1º ottobre 1962)
- Dominicianus Ordo (7 marzo 1963)